# 平成26年台風第12号
平成26年台風第12号（へいせい26ねんたいふうだい12ごう、アジア名：Nakri、命名国：カンボジア、意味：花の名前、フィリピン名：Inday）は2014年（平成26年）7月30日に発生した台風。

## 概要

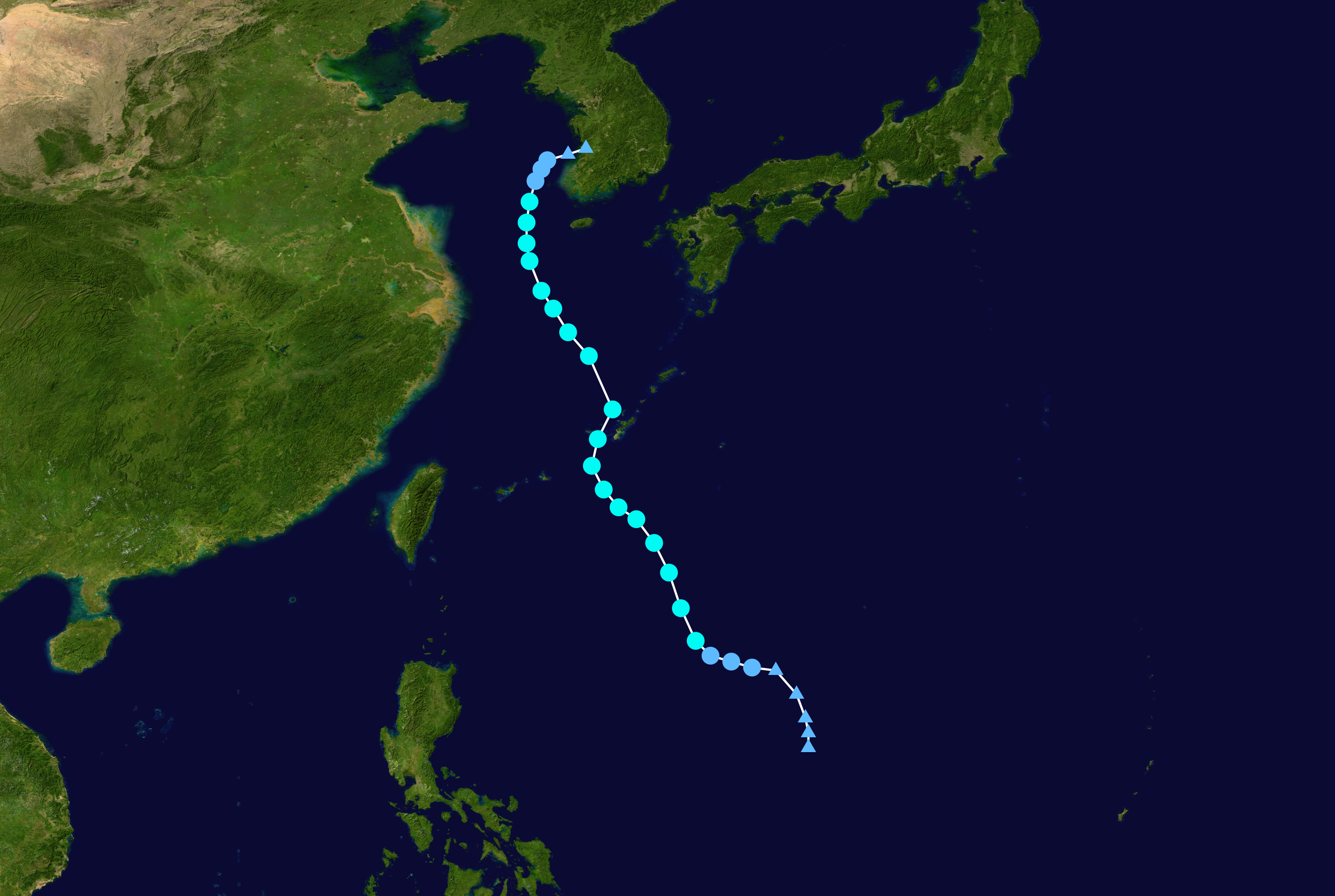
進路図

7月19日、グアムの南東で形成が始まった熱帯霍乱は24日にパラオの東で低圧部となり、26日には熱帯低気圧に成長、熱帯低気圧番号12Wを与えられた。フィリピンの監視エリアに入った29日にはフィリピン大気地球物理天文局（PAGASA）によってフィリピン名インダイ（Inday）と命名されている。12Wは7月30日3時(協定世界時29日18時)にフィリピンの東の北緯18度35分、東経129度30分で台風になり、アジア名ナクリー(Nakri)と命名された。
フィリピンの東の海上を北上した大型の台風12号は31日から8月1日にかけて南西諸島に接近。沖縄本島の西側を抜けたのち、1日にはそれまで無かった暴風域を伴いながら鹿児島県奄美群島の徳之島西北西を通過した。
東シナ海を北進した台風は黄海に入り、3日には朝鮮半島に接近したが、4日3時（協定世界時3日18時）に黄海の北緯36度・東経126度で熱帯低気圧になった。

## 進路、状態の経過
- 7月30日 3時頃 フィリピンの東海上で台風になる[9]
- 7月30日 18時 沖縄の南で大型の台風となる[10]。
- 8月1日 3時中心気圧980hPa、最大風速25 m/sの勢力となる[10]
- 8月1日 9時最大風速30 m/sとなり暴風域を持つ[10]
- 8月1日-8月3日東シナ海から黄海を北上[9]
- 8月4日 3時頃、韓国近海で熱帯低気圧に変わる[9]

## 気象状況

### 大雨
西日本には南から暖かく湿った空気が流れ込み、大気の状態が非常に不安定となった。このため、四国・九州と紀伊半島では各地で大雨となり、高知県では降り始めからの雨量が 1000 ミリを超えたところがあった。
1時間雨量
高知県香美市（繁藤）： 81.0ミリ（8/2日20時12分まで）
徳島県海部郡海陽町（海陽）：87.0ミリ（8/2日16時25分まで）
24時間雨量
高知県 高岡郡佐川町（佐川）：606.5ミリ（8/3日11時40分まで）
高知県 長岡郡本山町（本山）：563.0ミリ（8/4日04時00分まで）
佐川、本山での統計開始以来の極地を更新した。
48時間雨量
高知県香美市（繁藤）： 1027.5ミリ（8/4日07時30分まで）
高知県 長岡郡本山町（本山）：908.0ミリ（8/4日04時00分まで）
和歌山県 吉野郡串本町（潮岬）：550.5ミリ（8/3日23時30分まで）
繁藤、本山、潮岬での統計開始以来の極地を更新した。

## 影響

### 日本

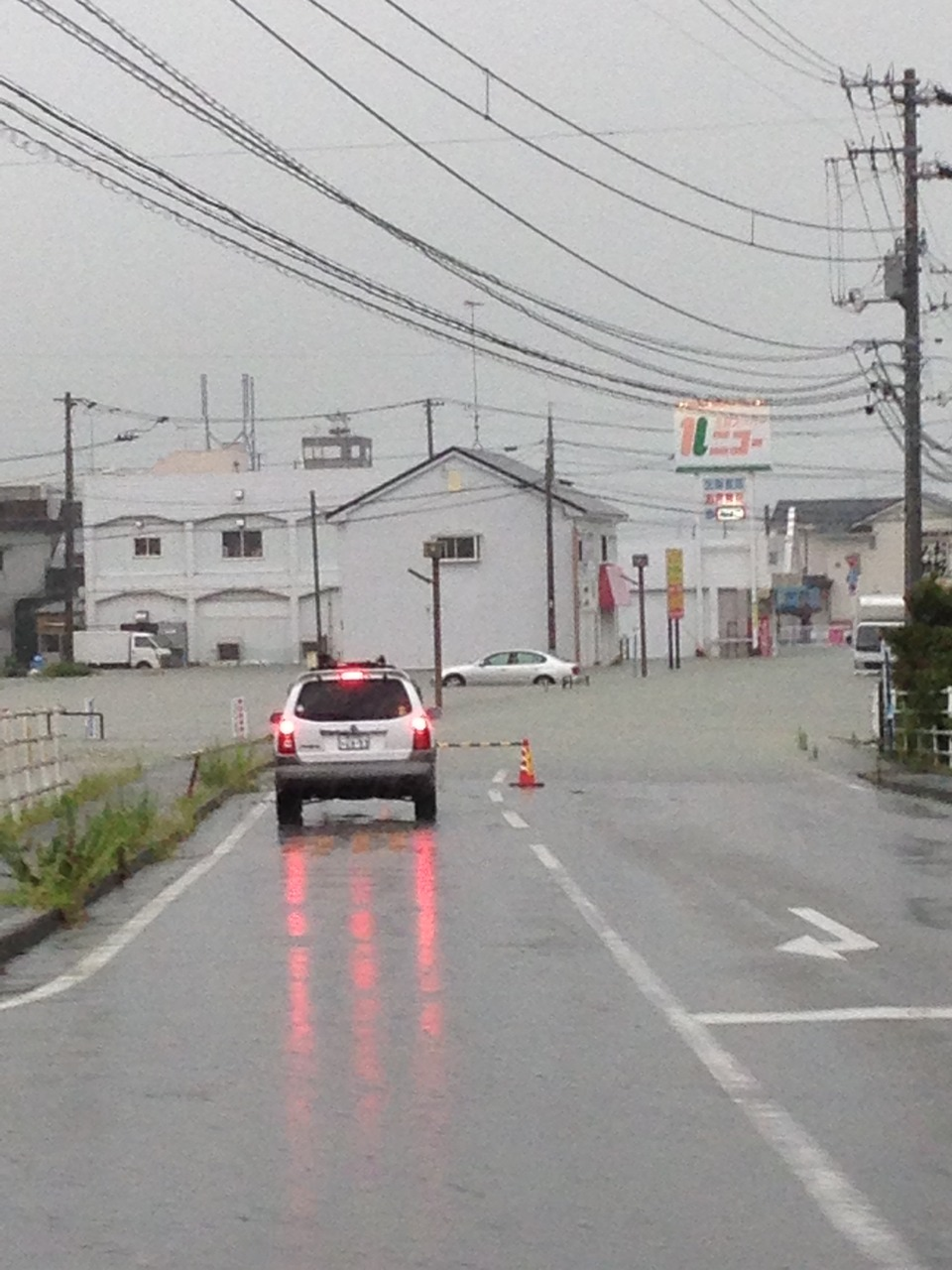
集中豪雨により水没した道路
（2014年8月2日・徳島県阿南市羽ノ浦町中庄字上ナカレにて）

- 南から暖かく湿った空気が流れ込んだため、台風の接近前から線状降水帯が九州や四国に形成されて大雨を降らせ、通過後も降り続いた。降り始めた1日からの積算雨量は4日に高知県で1,000ミリ、徳島県で600ミリを越え[12]、高知県の約24万世帯・約50万人を筆頭に、北海道・青森県・秋田県・広島県・山口県・徳島県・愛媛県・宮崎県で約59万人に避難勧告が出された[13]。
- 交通機関のうち鉄道は、ＪＲ九州で鹿児島線など3路線、ＪＲ四国では土讃線など3路線、ＪＲ北海道は宗谷線など5路線で運転休止となった[14]。

### 大韓民国
- 韓国南部でも大雨となり、済州島にある漢拏山ウィッセオルムで1日あたりの降水量1,181ミリを観測、韓国での日降水記録を塗り替えた[15]。

## 被害

### 日本
| 人的被害 | 死者     | 6人    |
| 人的被害 | 重傷者   | 14人   |
| 人的被害 | 軽傷者   | 78人   |
| 住家被害 | 全壊     | 14棟   |
| 住家被害 | 半壊     | 162棟  |
| 住家被害 | 一部破損 | 857棟  |
| 住家被害 | 床上浸水 | 1648棟 |
| 住家被害 | 床下浸水 | 5163棟 |

### 大韓民国
3日未明に慶尚北道清道郡のキャンプ場で増水した渓谷に乗用車が流されて7名が死亡するなど、韓国内で合わせて10名が死亡した。

## 行政の対応

### 政府
8月3日、11:00に情報連絡室設置
8月3日、12:30に関係省庁災害警戒会議を開催
8月4日、10:00に第2回関係省庁災害警戒会議を開催
8月7日、11:10に台風第12号及び第11号に関する官邸情報連絡室に改称。

### 防衛省
北海道関係
8月5日、12:10北海道知事から水防活動に係る災害派遣要請
8月5日、13:04時点、北海道留萌郡小平町において水防活動を実施
8月5日、15:55撤収要請

### 国土交通省
8月6日、北海道開発局より、被災状況把握のため、緊急災害対策派遣隊（TEC-FORCE）を名寄市へ5名、美深町へ5名を派遣
8月6-7日、中国地方整備局より、排水ポンプ車等による応急対策のため緊急災害対策派遣隊（TEC-FORCE）を和木町へ4名派遣

### 海上保安庁
8月3日、阿南市からの救助要請を受けた孤立した宿泊施設から巡視船艇及び水難救済会所属船により宿泊者74名を救助

### 自治体

#### 高知県
8月3日、高知県は、災害救助法を吾川郡いの町に適用。